# HPGL-GUI
O HPGL-GUI é um software de modelação com geoestatística. Foi feito com o intuito de aproveitar o trabalho desenvolvido com a biblioteca HPGL inserindo um interface gráfico de utilizador (GUI) na manipulação das funções dísponíveis. Dai se chamar HPGL-GUI como em GUI para a HPGL ou interface gráfico de utilizador para a HPGL. É software livre com uma licença de código aberto (BSD) e tem várias semelhanças com o software S-GeMS com vários menus para os algoritmos e um visualizador tridimensional manipulável com o rato. Dado ter como base a HPGL é, de momento, o único software livre de geoestatística com capacidade de computação paralela e tem se tornado especialmente importante para pessoas a trabalhar no ramo da engenharia de petróleos ou águas subterrâneas devido à sua capacidade de leitura de ficheiros com formato ECLIPSE, e de pessoas cuja linguagem de trabalho é Python devido à leitura de ficheiros com formato numpy.

## Funções
De entre as funções na versão actual do HPGL-GUI estão:
- Carregar e guardar ficheiros em formato ECLIPSE.
- Carregar e guardar ficheiros em formato GEO-EAS.
- Carregar e guardar ficheiros em formato numpy array.
- Correr os algoritmos da HPGL a partir do interface com krigagem paralelizada.
- Janela de análise estatística univariada.
- Visualização tridimensional dos dados e resultados.